# David Mulder
David Mulder (gedoopt Utrecht, 2 december 1746 – aldaar, 12 november 1825) was een Nederlands beeldhouwer

## Leven en werk
Mulder werd gedoopt in de Domkerk als zoon van Johannes Lucas Mulder en Helena van de Water. Zijn vader was onder meer koster en schoolmeester. Mulder trouwde in 1769 met Petronella van Sorgen (1738-1817).
Mulder heeft waarschijnlijk les gehad van de Franse beeldhouwer Étienne-Maurice Falconet en in Utrecht van Willem Hendrik van der Wall. Hij maakte onder meer houten kerksculpturen, orgelversieringen en portretmedaillons van een aantal hoogleraren aan de universiteit van Utrecht. Hij was lid van de Oeconomische Tak van de Hollandsche Maatschappij der Wetenschappen en bestuurslid van het Utrechts Teekengenootschap.
Hij overleed in 1825, op 80-jarige leeftijd.

## Werken (selectie)
- 1778 portret van Gijsbertus Bonnet (1723-1805), hoogleraar godgeleerdheid
- 1784 portret van Johannes Oosterdijk Schacht (1704-1792) hoogleraar geneeskunde
- 1787 portret van Johann Friedrich Hennert (1733-1813), hoogleraar wiskunde, echtgenoot van P.J. de Timmerman
- 1791 beeldhouwwerk aan het orgel van de Nederlands Hervormde Kerk, Lexmond
- 1793 portret van Carolus Segaar (1724-1803), hoogleraar godgeleerdheid
- 1793 beeldje van Neptunus, collectie Centraal Museum
- 1799 portret van Hermanus Royaards (1753-1825), gereformeerd predikant, hoogleraar godgeleerdheid

## Afbeeldingen

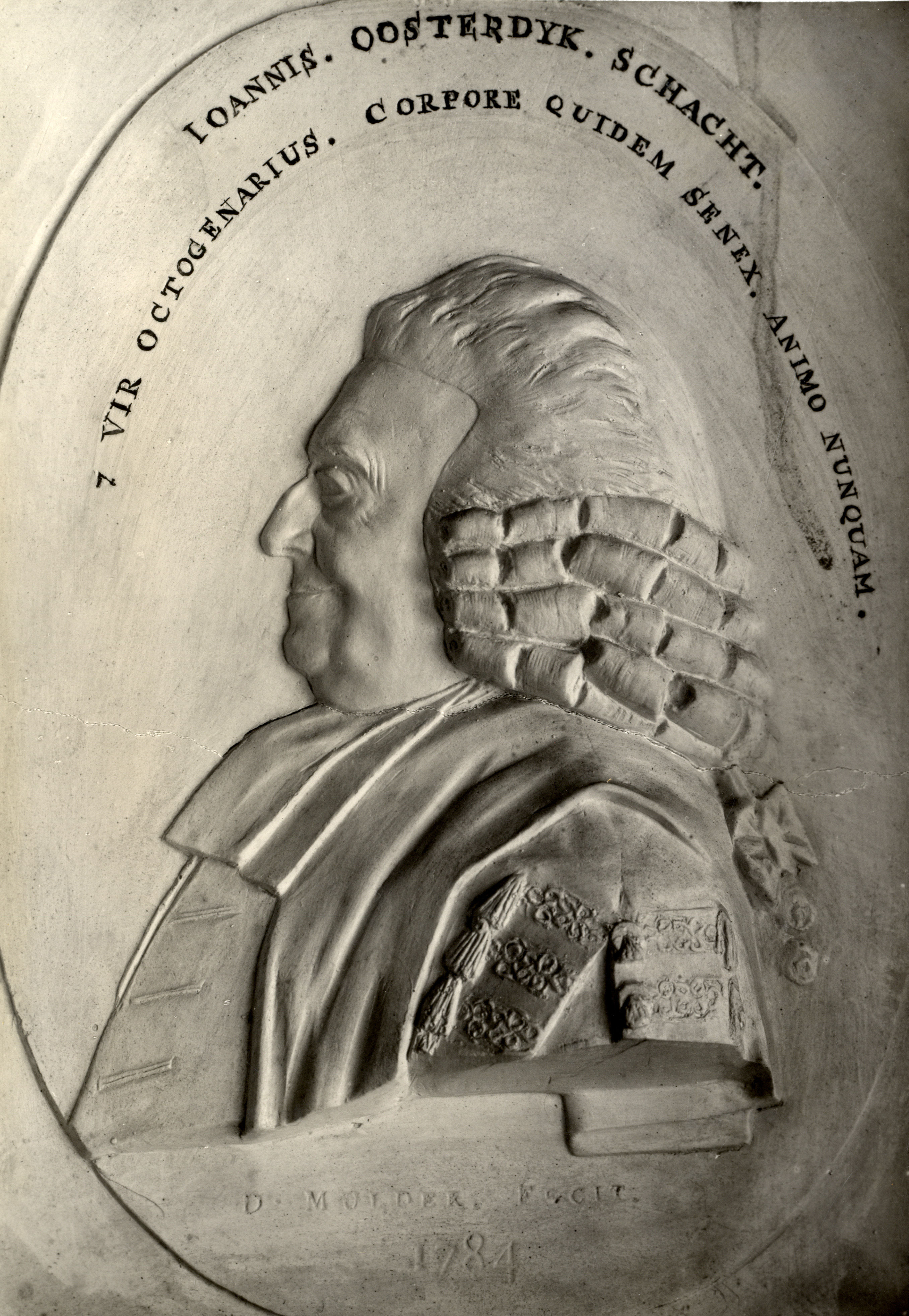
Johannes Oosterdijk Schacht
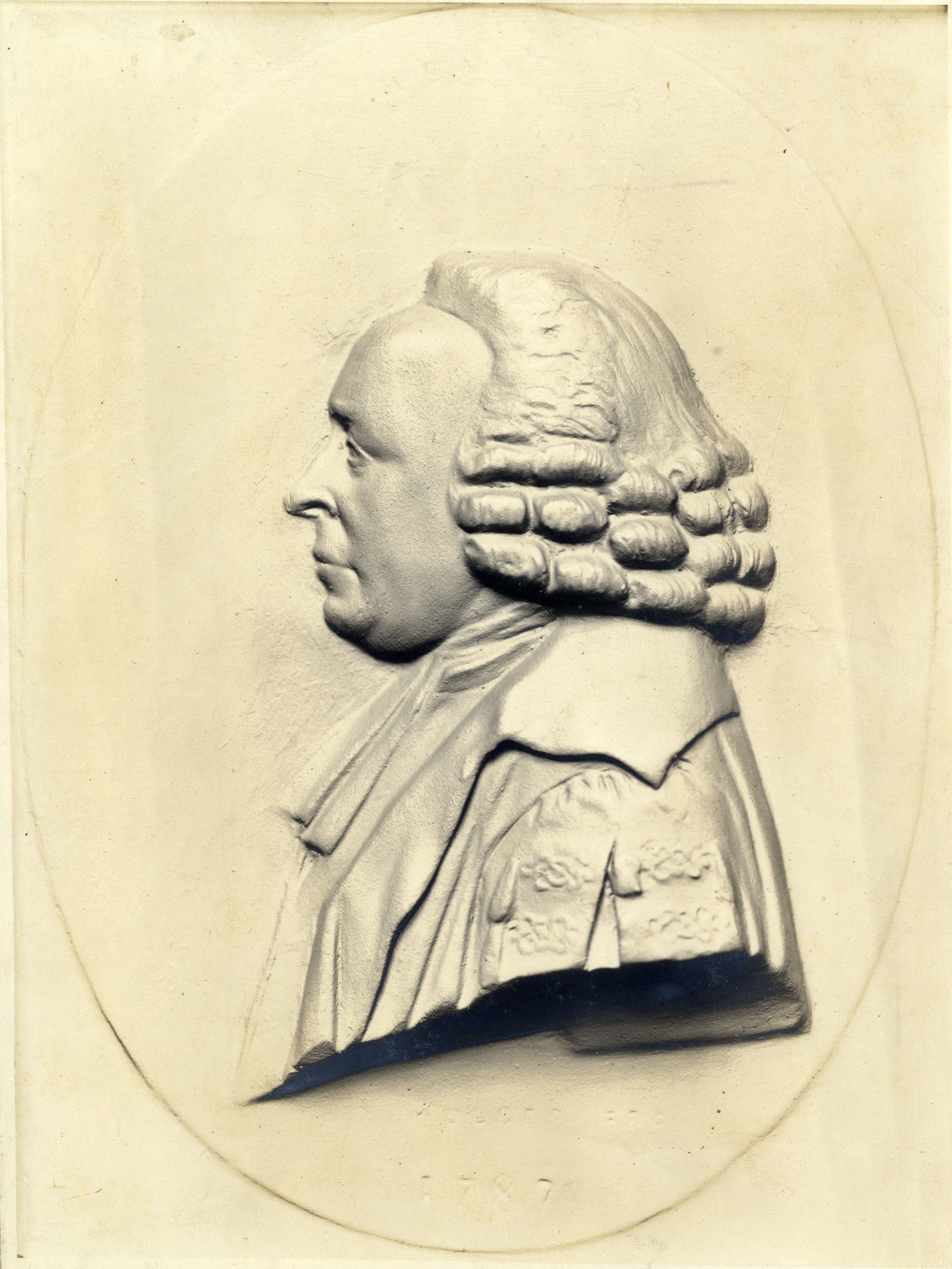
J.F. Hennert
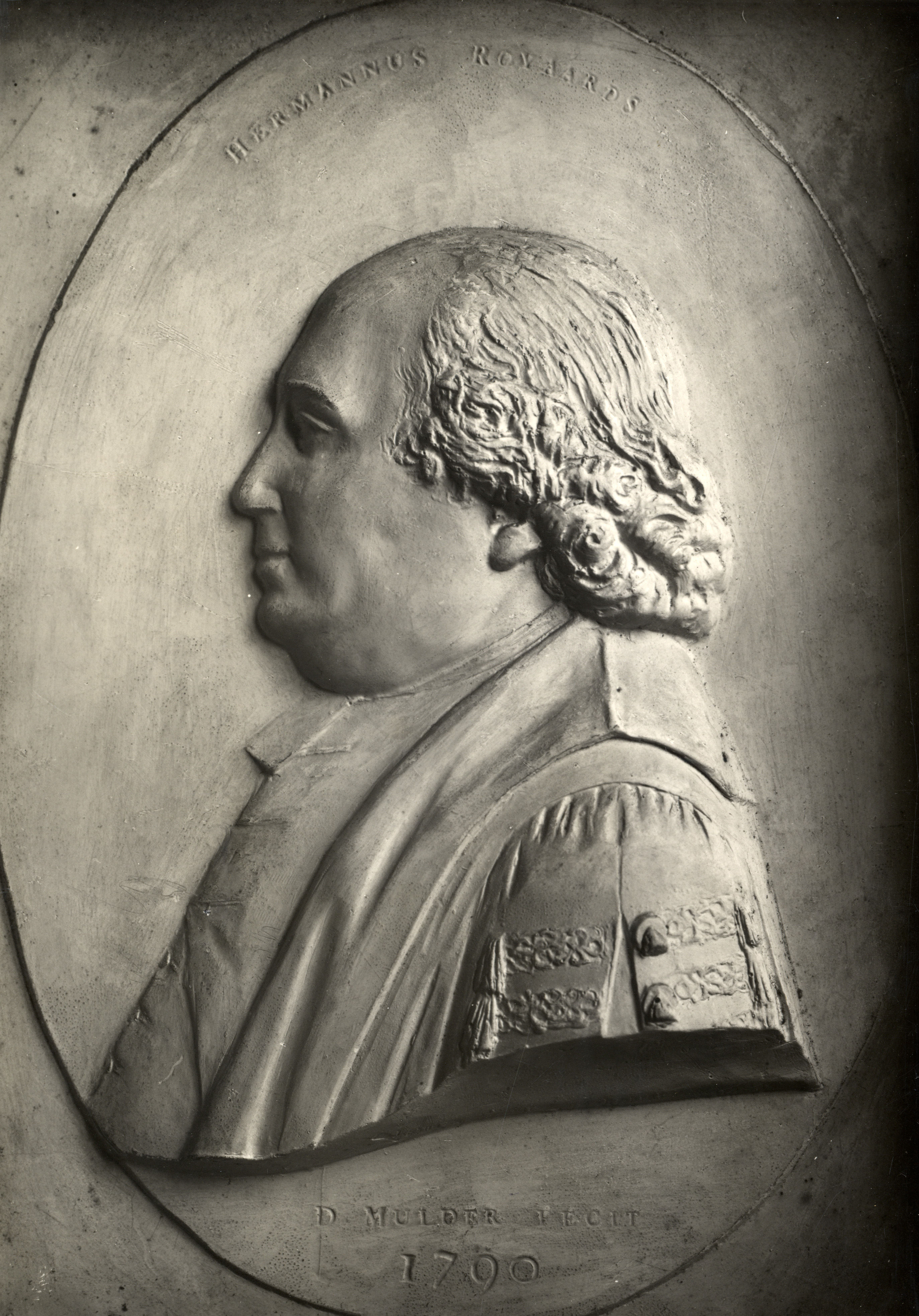
Hermanus Royaards

- Biografisch Portaal: 52553496
- Digitale Bibliotheek voor de Nederlandse Letteren: muld046
- RKD-Nederlands Instituut voor Kunstgeschiedenis: 372236